# كوبية (نبات)
الكُوبِيَّة أو كُوب الماء أو الهِدرَنْجِيَة أو الأَرطَنسِيَة أو الهِدْرَانَج أو الأُرْطَاسيا (الاسم العلمي: Hydrangea) هو جنس من النباتات يتبع الفصيلة الهدرانجية من رتبة القرانيات. موطنها الأصلي في جنوب وشرق آسيا (الصين، اليابان، كوريا، الهملايا وإندونيسيا)، أمريكا الشمالية وأمريكا الجنوبية. ومن الممكن ان تكون نفضية أو مستديمة الخضرة.

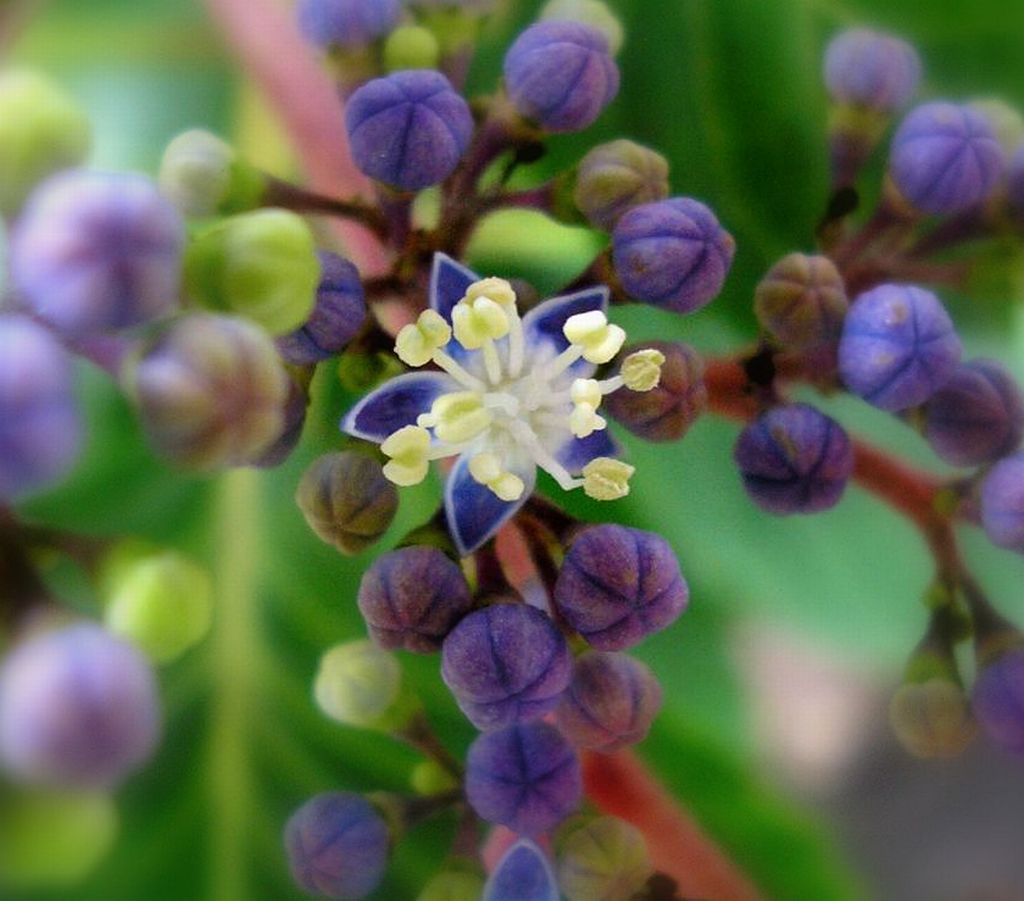
Hydrangea sp, fertile individual flower.

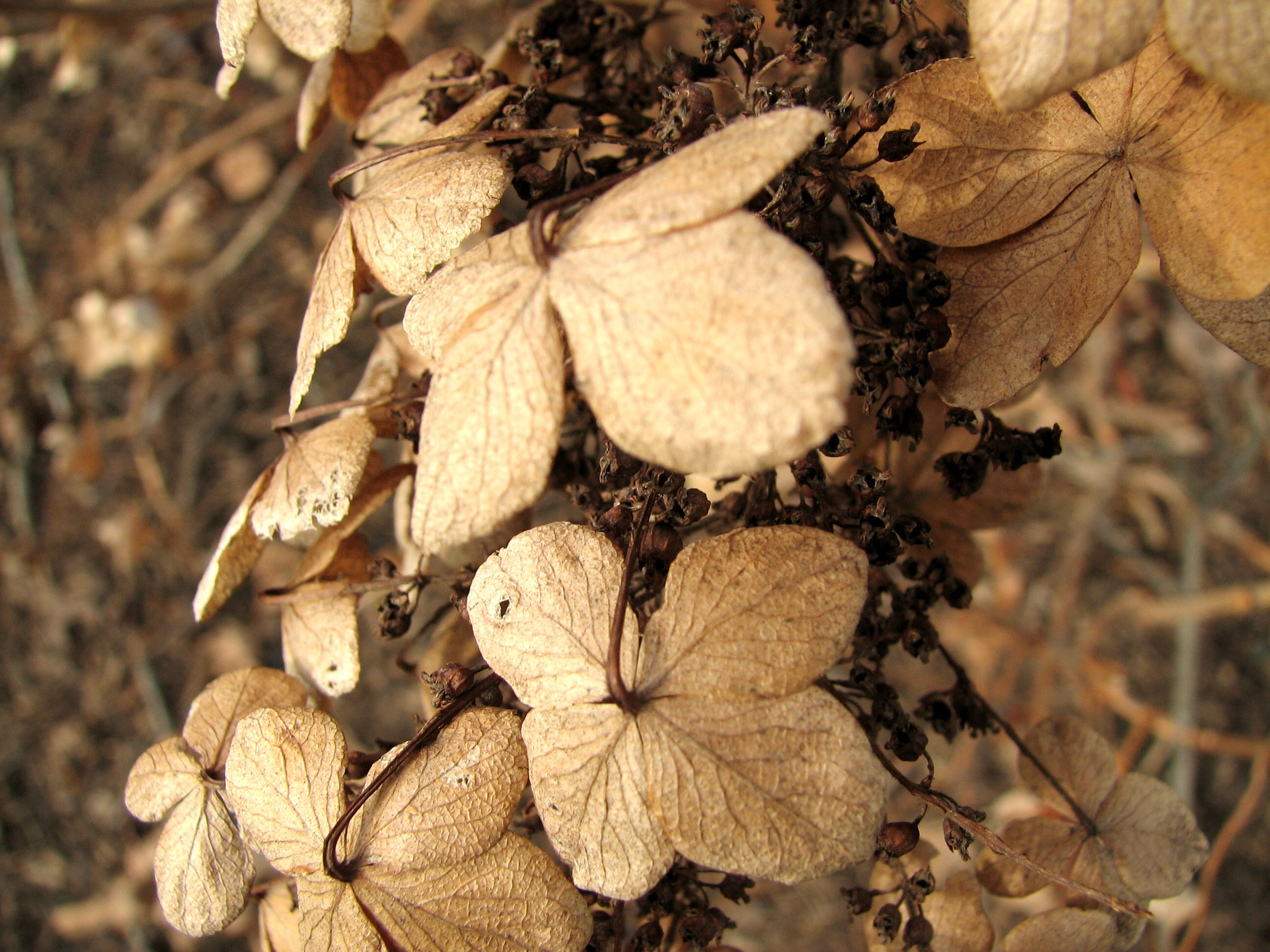
Hydrangea, flowers in winter.

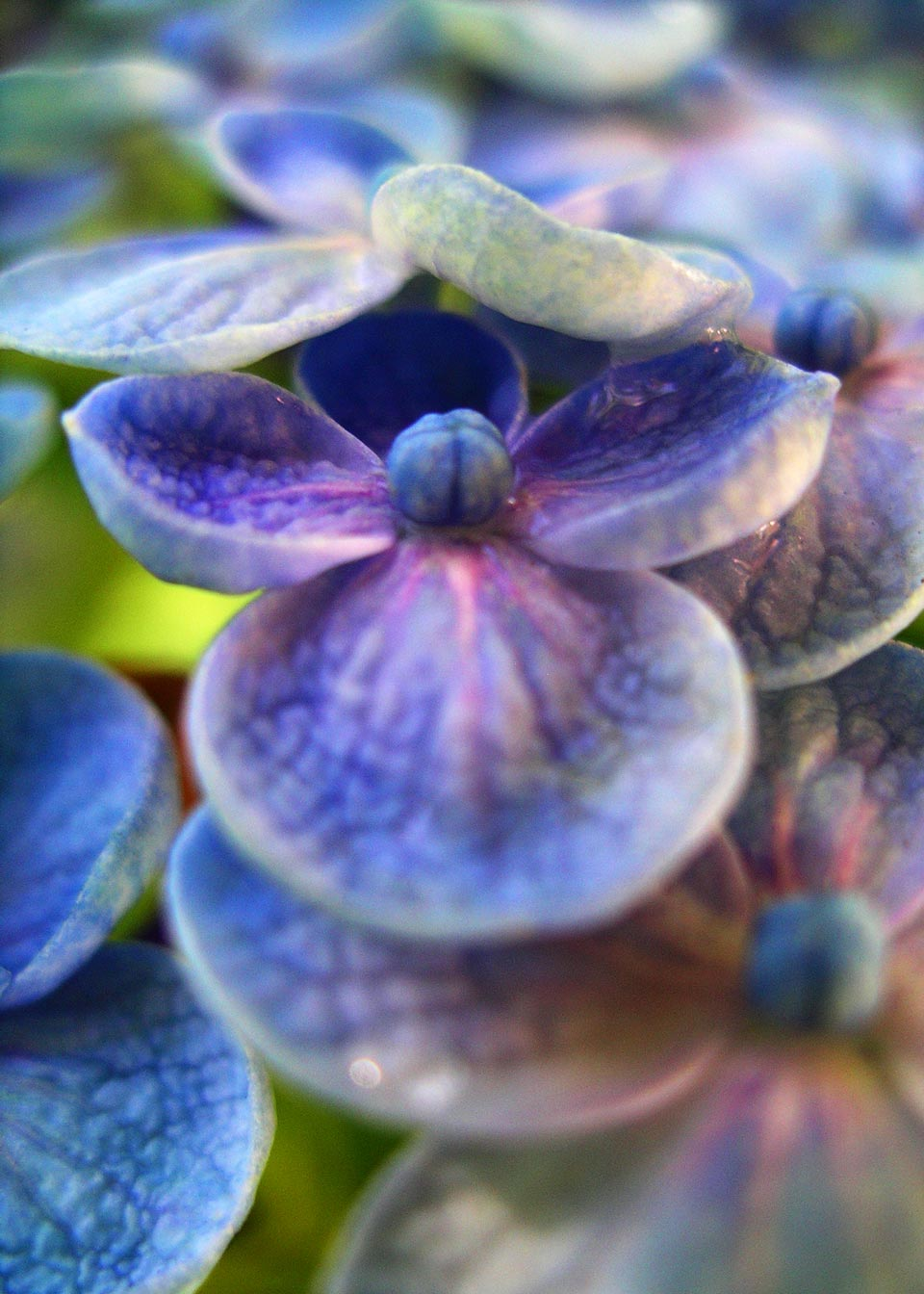
closeup of petals

## أنواع الهدرانج
- هدرانج بلوطي الأوراق
- هدرانج بيروفي
- هدرانج مبيض
- هدرانج أزرق
- هدرانج خشن الأوبار
- هدرانج خشن السويق
- هدرانج دافيدي
- هدرانج رمادي
- هدرانج زغبي
- هدرانج شاذ
- هدرانج شجيري
- هدرانج قاسي
- هدرانج صيني
- هدرانج رفيع الأوراق
- هدرانج ضئيل
- هدرانج طويل الأوراق
- هدرانج طويل الساق
- هدرانج عثكولي
- هدرانج قلمي
- هدرانج قنابي
- هدرانج قوانغشي
- هدرانج كامل الأوراق
- هدرانج كبير الثمار
- هدرانج كبير الأوراق
- هدرانج كواكامي
- هدرانج مسوق
- هدرانج منشاري الأوراق

## وصلات خارجية
- www.hydrangeaworld.com
- Flora of China: Hydrangea
- Flora of Nepal: Hydrangea species list
- USDA Plant Proملف: Hydrangea
- Hydrangea - their pruning and care
- Hydrangea - selecting shrubs
- Hydrangea species and hybrids
- Propagating Hydrangeas
- Red Listing of Threatened Hydrangeas